# Oxcarbazepina
La oxcarbazepina es un fármaco antiepiléptico cuyo mecanismo de acción es el bloqueo de canales de sodio voltaje dependientes. La oxcarbazepina se prescribe en el tratamiento de la epilepsia; también, se ha probado como estabilizador del ánimo en el trastorno bipolar. La oxcarbazepina es un análogo de la carbamazepina, que produce menos efectos sobre SNC, menos efectos adversos y menos reacciones alérgicas.
Se usa en tratamiento de crisis epilépticas parciales con o sin generalización, en monoterapia o terapia combinada en niños mayores de 6 años.

## Historia
Fue sintetizada por primera vez en 1966, fue aprobada como uso como anticonvulsivo en Dinamarca en 1990. Fue aprobada en España en 1993, en Portugal en 1997, y finalmente para el resto de los países de la UE en 1999. En Estados Unidos no fue aprobada hasta el año 2000.

## Descripción
La oxcarbazepina es un derivado de la carbamazepina y se desarrolló como una alternativa con menos efectos secundarios y una mejor tolerabilidad en comparación con su precursora.

## Farmacocinética

### Vías de administración
La administración de la oxcarbazepina es por vía oral.

#### Liberación inmediata
Administrar dos veces al día sin importar las comidas.
Suspensión. Hacer uso de una jeringa de dosificación oral para obtener la dosis apropiada; la dosis puede ser tomada directamente de la jeringa o se puede mezclar con un vaso pequeño de agua inmediatamente antes de ser ingerida. Después de 7 semanas de haber abierto la botella, cualquier residuo que haya quedado debe ser desechado.

#### Liberación prolongada
Las tabletas deben ser ingeridas completas, no se debe partir, masticar o aplastar al ser ingeridas.

### Absorción
La oxcarbazepina se absorbe completamente. Los alimentos no afectan a la velocidad y grado de absorción de oxcarbazepina; por tanto, puede tomarse con o sin alimentos.
La biodisponibilidad es de 95%; pero, se disminuye en niños menores de 8 años y tiende a aumentarse en ancianos mayores de 60 años.

### Distribución
El volumen aparente de distribución del metabolito activo de la oxcarbazepina, 10-monohidroxiderivado (MHD), es de 49 litros.
Aproximadamente el 40% de MHD se fija a proteínas plasmáticas, principalmente a albúmina. La unión no depende de la concentración plasmática en el rango terapéuticamente relevante. La oxcarbazepina y el MHD no se unen a la α1-glicoproteína ácida.
Oxcarbazepina y MHD, atraviesan la placenta. Las concentraciones plasmáticas de MHD en la madre y el neonato fueron similares.

### Metabolismo y metabolitos
Las enzimas citosólicas del hígado transforman rápidamente la oxcarbazepina en el metabolito activo MHD, responsable principal del efecto farmacológico. MHD es metabolizado adicionalmente por conjugación con el ácido glucurónico. Cantidades menores (4% de la dosis) son oxidadas al metabolito farmacológicamente inactivo (10,11-hidroxi derivado, DHD).

### Excreción
Oxcarbazepina se elimina del organismo en su mayor parte en forma de metabolitos excretados fundamentalmente por los riñones. Más del 95% de la dosis aparece en orina con menos del 1% como oxcarbazepina inalterada. Menos del 4% de la dosis administrada se excreta por vía fecal.
Aproximadamente el 80% de la dosis se excreta en orina, como glucurónidos de MHD (49%), o como MHD inalterado (27%), mientras que el DHD inactivo representa aproximadamente el 3% de la dosis y los conjugados de la oxcarbazepina el 13% de la dosis.
La oxcarbazepina se elimina rápidamente del plasma con una semivida aparente de 1,3 a 2,3 horas. Por el contrario, la semivida plasmática aparente de MHD es en promedio, de 9,3 ± 1,8 h.

## Farmacodinámica

### Mecanismo de acción
El mecanismo de acción es el bloqueo de los canales de sodio dependientes de voltaje, estabilizando las membranas neuronales hiperexcitadas e inhibición de la descarga neuronal repetitiva. De esta forma se reduce la propagación de impulsos sinápticos, generando finalmente efectos anticonvulsivantes.
La acción farmacológica es ocasionada por el metabolito activo MHD, principalmente.

### Efectos farmacológicos
La oxcarbazepina tiene una estructura similar a los antidepresivos tricíclicos (Figura 2) y se caracteriza por tener efectos anticonvulsivos, debido a eso se emplea en el tratamiento de epilepsia, convulsiones tónico-clónicas generalizadas, parciales simples o complejas.
La oxcarbazepina es eficaz en la reducción del dolor neuropático de origen periférico, como en la neuralgia del trigémino. El alivio del dolor puede deberse al bloqueo de la trasmisión de la señal en el núcleo trigémino.
Los efectos anti maníacos se deben a la disminución de la producción de Dopamina y de noradrenalina, por lo que se emplea en el tratamiento de algunos desórdenes psiquiátricos como el trastorno afectivo bipolar y la conducta agresiva.        

### Interacciones
| Fármacos que interaccionan con oxcarbazepina | | |
|                                              | Fármaco | Resultados de la interacción |
| Inducción enzimática                         | Inmunosupresores (ciclosporina, tacrolimus) | La oxcarbazepina y su metabolito activo (MHD) reduce las concentraciones plasmáticas de estos medicamentos porque es inductor enzimático débil de CYP3A4 y CYP3A5 son responsables del metabolismo de estos fármacos. |
| Inducción enzimática                         | Antiepilépticos (carbamazepina) | La oxcarbazepina y su metabolito activo (MHD) reduce las concentraciones plasmáticas de estos medicamentos porque es inductor enzimático débil de CYP3A4 y CYP3A5 son responsables del metabolismo de estos fármacos. |
| Inducción enzimática                         | Anticonceptivos orales | La oxcarbazepina y su metabolito activo (MHD) reduce las concentraciones plasmáticas de estos medicamentos porque es inductor enzimático débil de CYP3A4 y CYP3A5 son responsables del metabolismo de estos fármacos. |
| Inducción enzimática                         | La oxcarbazepina puede anular la eficacia de los anticonceptivos orales cuando hay uso concomitante ya que tiene influencia sobre dos de sus componentes (etinilestradiol-EE y levonorgestrel-LNG) disminuyendo sus valores de AUC. | |
| Inhibición enzimática                        | Fenitoína | La oxcarbazepina y su metabolito inhiben la enzima CYP2C19, por lo que puede presentar interacciones con medicamentos que se metabolizan con esta enzima. Los niveles plasmáticos de fenitoína aumentan un 40% al administrarse junto con altas dosis de oxcarbazepina (1200 mg/día). Es posible que sea necesario reducir la dosis de fenitoína administrada. |
| Otros antiepilépticos                        | Carbamazepina | La oxcarbazepina aumenta el metabolismo de carbamazepina; la concentración del medicamento disminuye entre un 0-20% y la de su metabolito epóxido aumenta un 30%. La carbamazepina disminuye en un 40% la concentración del metabolito de oxcarbazepina. |
| Otros antiepilépticos                        | Fenobarbitona | La oxcarbazepina aumenta la concentración de fenobarbital en un 14-15%. La fenobarbital disminuye la concentración del metabolito de la oxcarbazepina en 30-31%. |
| Otros antiepilépticos                        | Fenitoína | La oxcarbazepina aumenta la concentración de fenitoína en un 0-40%. La fenitoína disminuye la concentración del metabolito de oxcarbazepina en un 29-35%. |
| Otros antiepilépticos                        | Ácido valproico | El ácido valproico disminuye la concentración del metabolito de oxcarbazepina en un 0-18%. |

## Uso clínico

### Epilepsia
Crisis epilépticas parciales con o sin generalización secundaria con crisis tónico-clónicas. (Monoterapia o terapia combinada).

### Dolor neuropático
Tratamiento sintomático del dolor neuropático asociado a neuralgia del trigémino
La oxcarbazepina es un anticonvulsivante que en Colombia tiene las siguientes indicaciones, Tratamiento alternativo de afecciones parciales y generalizadas. Está indicada como monoterapia o terapia adyuvante para el tratamiento de las crisis epilépticas parciales en adultos. También está indicada como monoterapia en el tratamiento de crisis parciales en niños de 4 años de edad en adelante con epilepsia y como terapia adyuvante en niños de 2 años en adelante con epilepsia.

## Efectos adversos
Las reacciones adversas más frecuentes son somnolencia, cefalea, mareos, diplopía, náuseas, vómitos y fatiga.

### Sistema hematopoyético
Se han notificado casos de leucopenia, pancitopenia y trombocitopenia.

### Piel
Reacciones de hipersensibilidad como erupción cutánea, prurito, urticaria, ictericia,  síndrome de Lyell,  síndrome de Stevens-Johnson y eritema multiforme.

### Sistema cardiovascular
Hipertensión y bradiarritmias cardíacas. En muy raras ocasiones altera la conducción cardiaca, y los pacientes con trastornos de conducción preexistentes deben ser cuidadosamente monitoreados.

### Función mental
Sensación de ansiedad , depresión, cambios de humor,  dificultad de concentración, apatía, agitación y confusión.

### Otros efectos adversos
Angioedema y anafilaxia con afectación de la laringe, glotis, labios y párpados, dificultad para respirar, hablar o tragar. Trastornos óseos, incluyendo osteopenia y osteoporosis.
Hiponatremia, el descenso de las concentraciones de sodio en la sangre parecen estar relacionadas con las dosis de oxcarbazepina.
Hipotiroidismo, esta es una reacción adversa que se presenta durante el tratamiento con Oxcarbazepina, por lo que en edad pediátrica es se hace necesario llevar su monitoreo dado la importancia de la hormona tiroidea en el crecimiento 
Para la evaluación de las reacciones adversas (RAM) se tendrán en cuenta los criterios de la CIOSM.
| Reacciones adversas a oxcarbazepina                    | Reacciones adversas a oxcarbazepina | Reacciones adversas a oxcarbazepina |
| Sistema implicado                                      | Grupo CIOSM                         | Tipo de reacción |
| ------------------------------------------------------ | ----------------------------------- | --- |
| Sangre y sistema linfático                             | Poco frecuentes                     | Leucopenia |
| Sangre y sistema linfático                             | Muy raros                           | Trombocitopenia |
| Sangre y sistema linfático                             | Frecuencia no conocida              | Depresión de la médula ósea, anemia aplásica, agranulocitosis, pancitopenia, neutropenia |
| Sistema inmunológico                                   | Muy raros                           | Hipersensibilidad |
| Sistema inmunológico                                   | Frecuencia no conocida              | Reacciones anafilácticas |
| Endocrino                                              | Frecuencia no conocida              | Hipotiroidismo |
| Metabolismo y de la nutrición                          | Frecuentes                          | Hiponatremia |
| Metabolismo y de la nutrición                          | Muy raros                           | Hiponatremia asociada con signos y síntomas tales como crisis epilépticas, encefalopatía, disminución del nivel de consciencia, confusión, trastornos de visión, hipotiroidismo, vómitos, náuseas                         |
| Metabolismo y de la nutrición                          | Desconocidas                        | síndrome de secreción inadecuada de HAD con signos y síntomas de letargia, náuseas, mareos, disminución de la osmolaridad del suero, vómitos, dolor de cabeza, estado confusional u otros signos y síntomas neurológicos. |
| Psiquiátricos                                          | Frecuentes                          | Agitación, labilidad afectiva, estado de confusión, depresión, apatía |
| Sistema nervioso                                       | Muy frecuentes                      | Somnolencia, cefalea, mareo |
| Sistema nervioso                                       | Frecuentes                          | Ataxia, temblor, nistagmo, alteración de la atención, amnesia |
| Sistema nervioso                                       | Desconocidas                        | Habla desordenada, más frecuente durante la fase de escalado de dosis de Oxcarbazepina |
| Ocular                                                 | Muy frecuentes                      | Diplopía |
| Ocular                                                 | Frecuentes                          | Visión borrosa, alteraciones visuales |
| Oído y laberinto                                       | Frecuentes                          | Vértigo |
| Cardiovascular                                         | Muy raros                           | Bloqueo aurículo-ventricular, arritmia |
| Cardiovascular                                         | Frecuencia no conocida              | Hipertensión |
| Gastrointestinal                                       | Muy frecuentes                      | Vómitos, náuseas, |
| Gastrointestinal                                       | Frecuentes                          | Diarrea, dolor abdominal, estreñimiento |
| Gastrointestinal                                       | Muy raros                           | Pancreatitis y/o aumento de la lipasa y/o aumento de la amilasa |
| Hepatobiliar                                           | Muy raros                           | Hepatitis |
| Piel y tejido subcutaneo                               | Frecuentes                          | Exantema, alopecia, acné |
| Piel y tejido subcutaneo                               | Poco frecuentes                     | Urticaria |
| Piel y tejido subcutaneo                               | Muy raros                           | Angioedema, Síndrome de Stevens-Johnson, necrólisis epidérmica tóxica, angioedema, eritema multiforme. |
| Piel y tejido subcutaneo                               | Desconocidas                        | Rash con eosinofilia y síntomas sistémicos, pustulosis exantemática generalizada aguda. |
| Musculoesquelético y tejido conjuntivo                 | Muy raras                           | Lupus eritematoso sistémico |
| Musculoesquelético y tejido conjuntivo                 | Frecuencia no conocida              | disminución de la densidad mineral ósea, osteopenia, osteoporosis y fracturas |
| Problemas generales y en el lugar de la adminsitración | Muy frecuentes                      | Fatiga |
| Problemas generales y en el lugar de la adminsitración | Frecuentes                          | Astenia |
| Exploraciones complementarias                          | Poco frecuentes                     | Aumento de enzimas hepáticos, aumento de la fosfatasa alcalina en sangre |
| Exploraciones complementarias                          | Desconocidas                        | Aumento de T4 |

Ficha extraída del Centro de Información en línea de Medicamentos de la AEMPS.

## Contraindicaciones
- Depresión de médula ósea
- Lactancia: Se demostró que la oxcarbazepina y su metabolito activo MHD se excretan en leche materna, razón por la cual se contraindica
- Alérgicos  antidepresivos tríciclicos

### Precauciones
- Hipersensibilidad cruzada con carbamazepina
- Pacientes con trastorno renal preexistente
- Insuficiencia Hepática o renal
- Embarazo: La oxcarbazepina es un medicamento categoría C durante todos los trimestres del embarazo. Riesgo de malformaciones congénitas, la cual se ha relacionado con un déficit de ácido fólico inducido por la oxcarbazepina, sin embargo si la paciente está en tratamiento no debe interrumpirse ya que el empeoramiento de la enfermedad es perjudicial para la madre y el feto.
- Pacientes con intolerancia a la galactosa o problemas de absorción de la glucosa, dado que éstos hacen parte de los excipientes del fármaco
- Ancianos
- Hiponatremia

## Sobredosis
Se han descrito casos aislados de sobredosis. La dosis máxima ingerida fue de aproximadamente 48.000 mg. 
- Afecciones del balance electrolítico y de fluidos: hiponatremia.
- Efectos oculares: diplopía, miosis, visión borrosa.
- Efectos gastrointestinales: náuseas, vómitos, hiperquinesia.
- Exploraciones complementarias: depresión del ritmo respiratorio, prolongación QTc.
- Efectos del sistema nervioso: adormecimiento y somnolencia, mareo, ataxia y nistagmus, tremor, alteraciones en la coordinación (coordinación anormal), convulsiones, dolor de cabeza, coma, pérdida de conciencia, disquinesia.
- Efectos psiquiátricos: agresión, agitación, estado confusional.
- Efectos vasculares: hipotensión.
- Efectos respiratorios, torácicos y mediastínicos: disnea.

En el Tratamiento no existe antídoto específico. Se debe administrar un tratamiento de apoyo o considerar realizar un lavado gástrico y/o inactivación mediante carbón activado.

## Presentaciones
Forma farmacéutica:
- Comprimidos de 300 mg y 10 por 600 mg Lab Novartis

LONAZET, OXCAR, OXCARBAZEPINA MK, OXICODAL, TRILEPTAL.
- Suspensión Oral TRILEPTAL

## Controversias

### Carbamazepina vs Oxcarbazepina

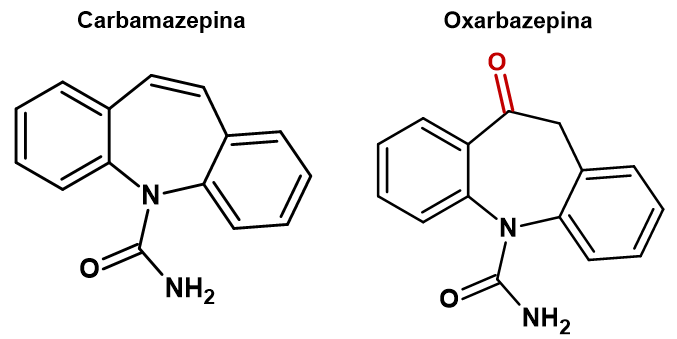
Figura 4. Estructura molecular de la oxcarbazepina y la carbamazepina

La oxcarbazepina es un medicamento análogo a la carbamazepina, a pesar de que la oxcarbazepina fue desarrollada a través de una variación estructural de la carbamazepina con el objetivo de evitar la aparición de metabolitos que pueden causar efectos secundarios, han surgido diferencias significativas entre los dos medicamentos.
En primer lugar se presentan diferencias en el mecanismo de acción, a pesar de que el mecanismo de acción de la oxcarbazepina involucra en su mayoría el bloqueo de canales de sodio, difiere del mecanismo de acción de la carbamazepina al modular diferentes tipos de canales de calcio.
Otra de las diferencias la encontramos en el metabolismo, mientras que la carbamazepina es oxidada por el citocromo P450, la oxcarbazepina sufre un metabolismo reductor para formar el derivado monohidroxilado (MHD), qué es glucuronizado y se excreta en la orina.
Por otro lado tenemos que la oxcarbazepina es más eficiente a la hora de ser combinado con otros fármacos antiepilépticos como el valproato a diferencia de la carbamazepina. Además, la oxcarbazepina suele ser mejor tolerada por el paciente y causa menos brotes que la carbamazepina.

### Uso en ancianos
La oxcarbazepina es considerada una medicación de alto riesgo para uso en ancianos, según los criterios de Beers esta es identificada como una medicación potencialmente inapropiada que se debe usar con precaución en pacientes de 65 años o mayores debido a que potencialmente puede causar o exacerbar el Síndrome de secreción inadecuada de la hormona antidiurética (SIADH) o la hiponatremia; se recomienda un monitoreo cercano de la concentración de sodio cuando se está iniciando el tratamiento o cuando se está haciendo ajustes en la dosis en pacientes mayores.